# Konstindustriutställningen 1909

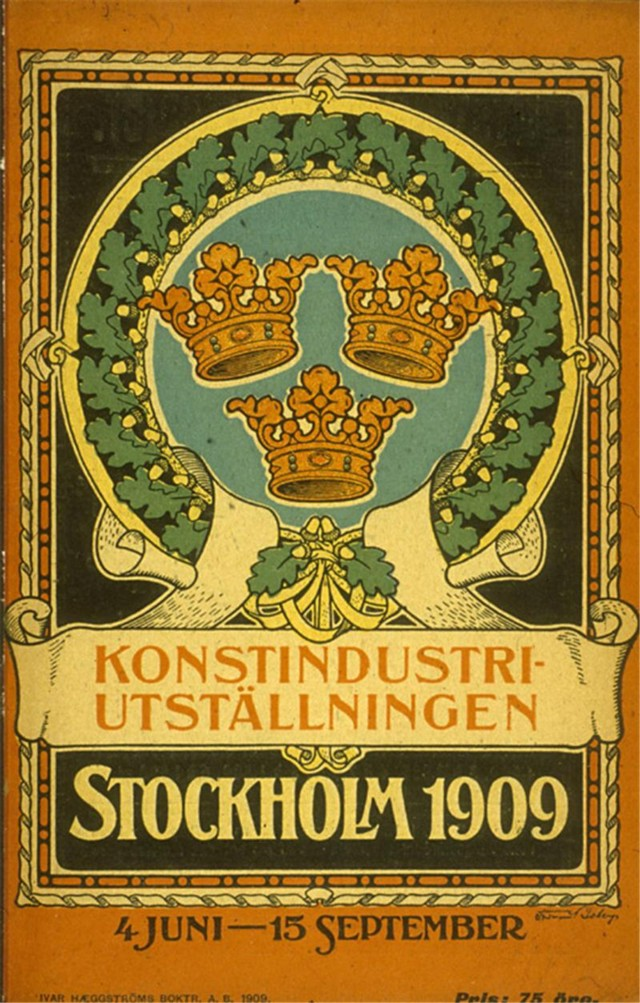
Utställningsaffischen.

Konstindustriutställningen 1909 var en utställning i Frisens park vid Biskopsudden på Djurgården  i Stockholm som anordnades av Svenska Slöjdföreningen och arrangeras med enbart svenska deltagare. Utställningen varade från den 4 juni till den 30 september 1909, efter att ha förlängts från den 15 september.

## Historik

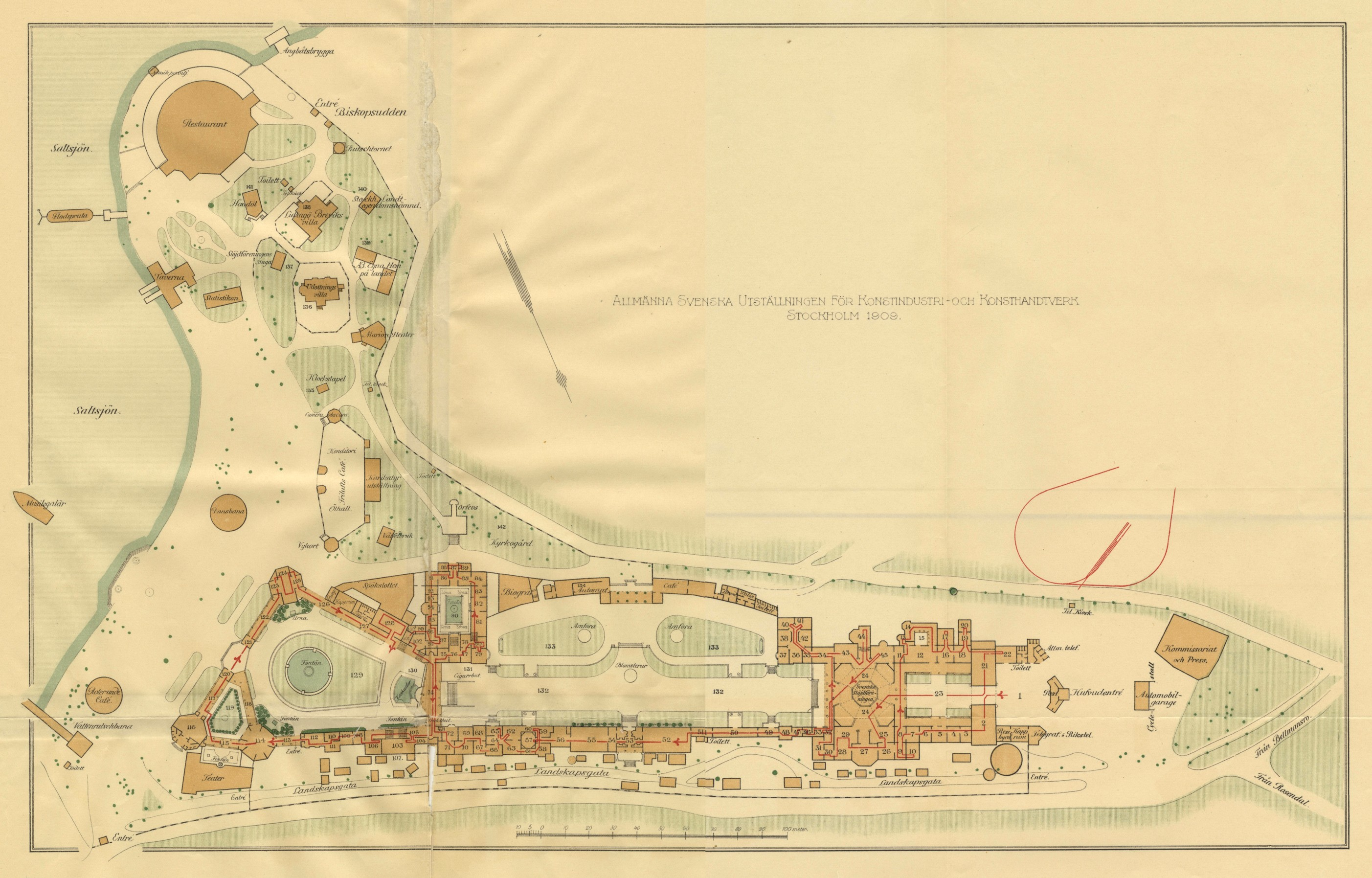
Översiktsplan över utställningsområdet.

Utställningen ville ge en sammanfattning av aktuell svensk konsthantverk och konstindustri och kan ses som en något mindre uppföljare av Stockholmsutställningen 1897. Liksom vid 1897 års utställning var även denna gång Ferdinand Boberg huvudarkitekt. Han ritade allt från utställningskatalogen till den pompösa arkitekturen med fontäner, kaskader, torn och arkader. Särskilt iögonfallande var den halvrunda restaurangen "Bispen" med utsikt över Stockholms inlopp. Allt var hållet i en ljus, nästan vit färgskala och byggnaderna kallades även den "Vita staden". Gustaf V var utställningens beskyddare medan utställningens arbetsutskott bestod av Prins Eugen (hedersordförande), Hovintendent Carl Bendix (utställningens kommissarie) och Erik Gustaf Folcker (biträdande kommissarie).
De utställande företagen visade upp det bästa ur sina produktioner, i regel av mycket hög teknisk kvalitet. Bobergs takarrangemang med 100-tals glödlampor i den stora restaurangen väckte uppseende. Elektriciteten var den nya, rena energin. Stora restaurangen var möblerad med en kopia av Michael Thonets böjträstol "Stuhl Nr. 14" från 1859. Utställningen innehöll även en lång rad bostadsinredningar och möbler, dock kom det sociala programmet till korta och endast några småhus med enkel inredning visades upp. Efteråt framstod utställningen i många avseenden som en pompös, osvensk uppvisning av den etablerade jugendstilen.
Konstindustriutställningen var också ett av de första tillfällena i modern tid då det anordnades offentlig pardans i Sverige. Detta skedde till en trio under ledning av den så kallade "bostonkungen" Theodor Pinet, och innebar dennes stora genombrott för en bredare publik. Utställningen föranstaltade även ett lotteri. Högsta vinsten var en av arkitekt Ivar Callmander ritad fullt inredd villa inklusive tomt i Storängen. Villan rönte stor uppmärksamhet och kallades Lotterivillan.
Nästa och sista internationella utställning som Ferdinand Boberg skulle hålla i som huvudarkitekt blev Baltiska utställningen Malmö 1914.

## Bilder

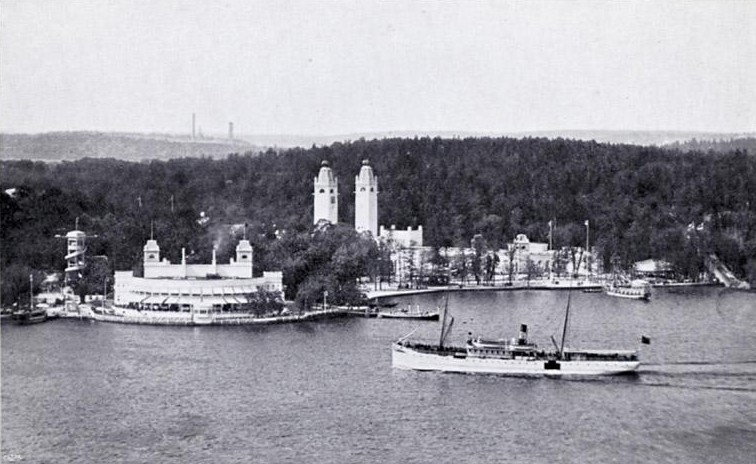
Utställningen från Saltsjön
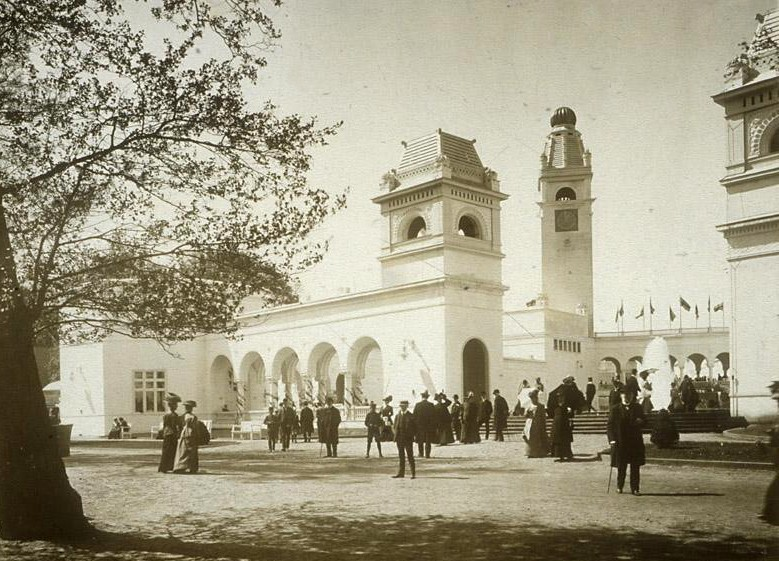
Huvudentrén
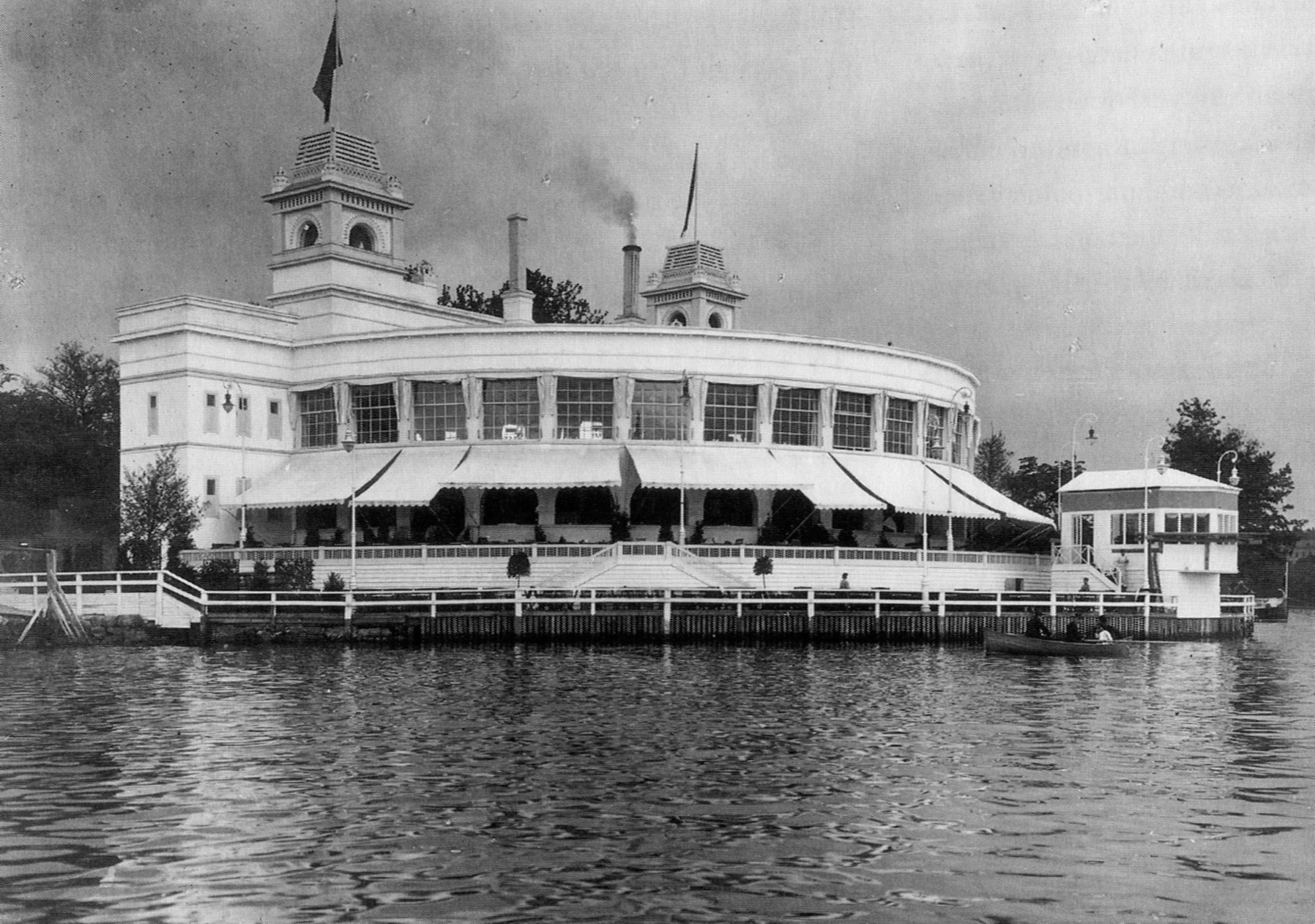
Stora restaurangen "Bispen"
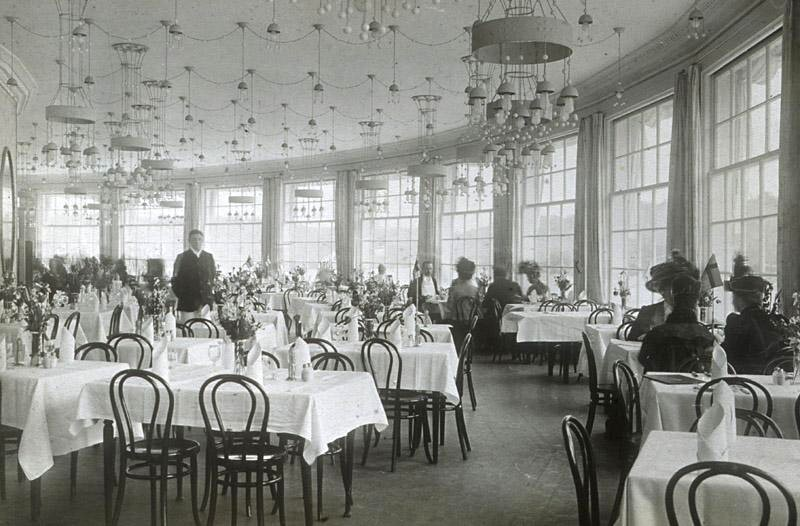
Restaurangen "Bispen", interiör
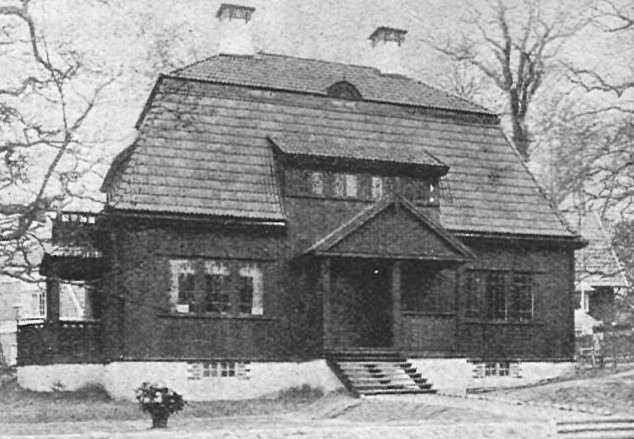
Lotterivillan
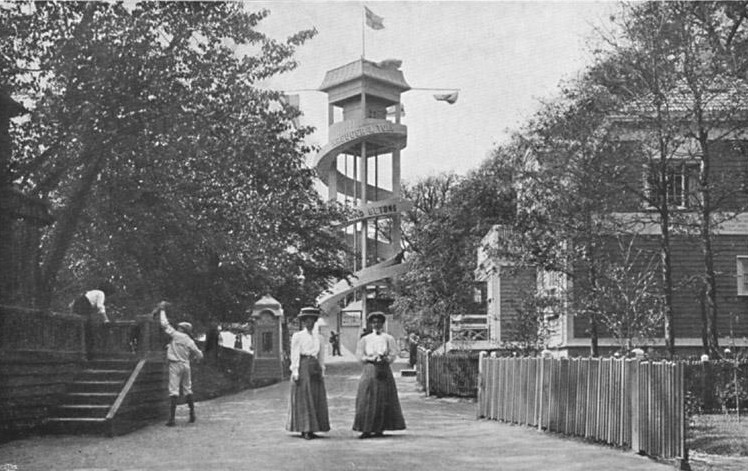
Rutschbanan
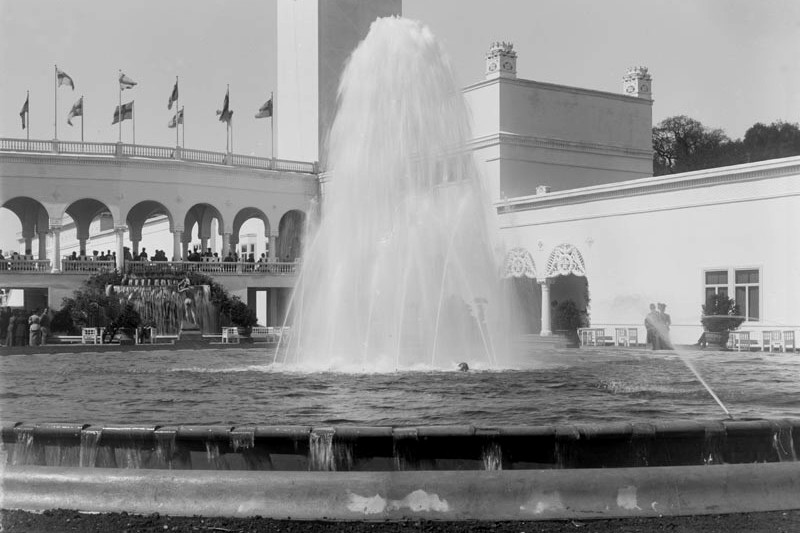
Utställningens fontän
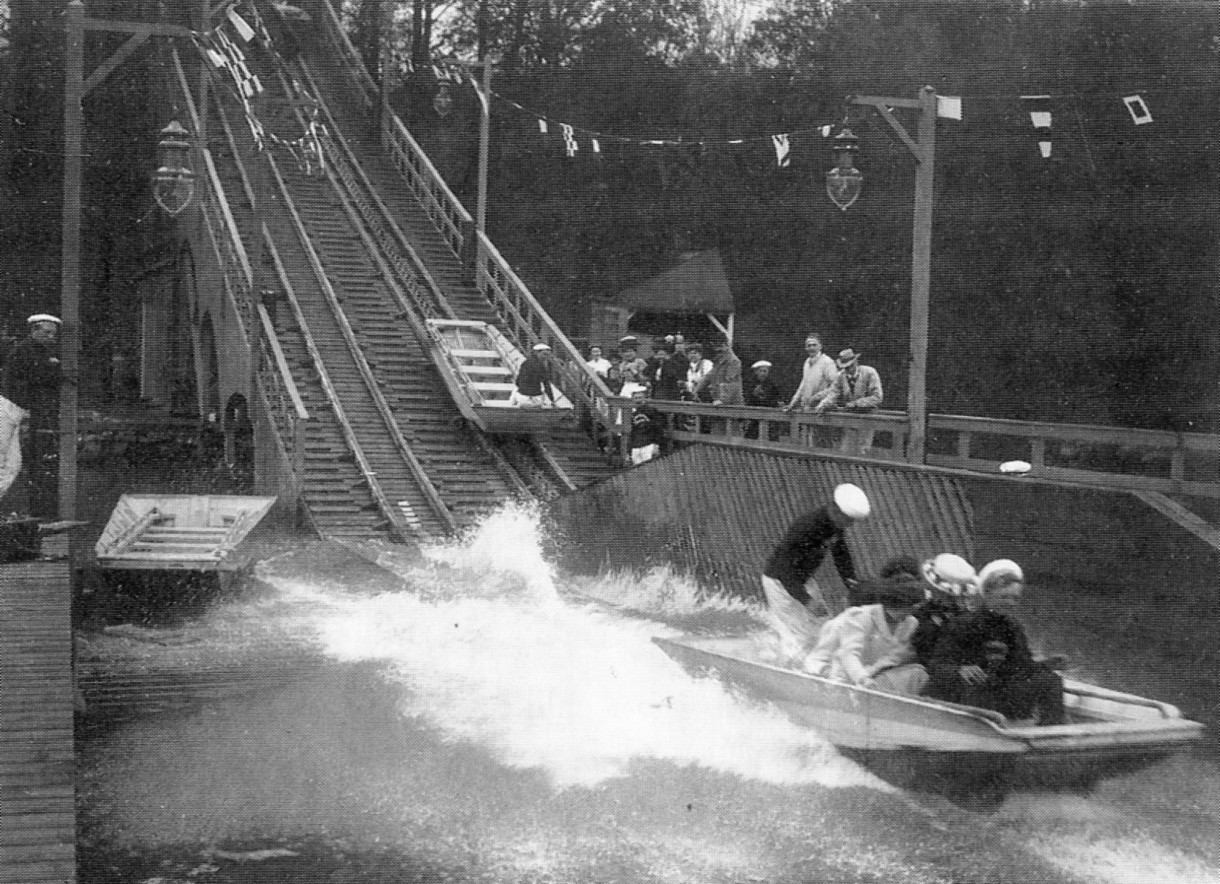
Den uppskattade vattenrutschkanan